# Quinto Cecilio Epirota
Quinto Cecilio Epirota (in latino Quintus Caecilius Epirota; Tusculum, I secolo a.C. – ...) è stato un grammatico e critico letterario romano.

## Biografia
Quinto Cecilio Epirota era un liberto di Tito Pomponio Attico, cavaliere romano amico e corrispondente di Cicerone. Secondo Svetonio fu sospettato di aver avuto un'eccessiva intimità con una delle sue allieve, figlia del suo patrono e sposa di Marco Vipsanio Agrippa. Cacciato, si rifugiò presso Gaio Cornelio Gallo e visse con lui "nella più stretta unione". Secondo Svetonio questa sarebbe stata una delle principali cause della condanna di Gallo da parte di Augusto. Dopo la condanna e la morte del suo amico (26 a.C.) aprì una scuola; ebbe pochi allievi, preferendo insegnare ai giovani (adulescentes) anziché ai bambini.

## Insegnamento della letteratura latina
Secondo Svetonio, Quinto Cecilio Epirota contribuì al rinnovamento dell'insegnamento secondario con due innovazioni: fu il primo a introdurre le discussioni ex tempore (estemporanee) in latino (l'esatta natura di questa innovazione è tuttavia difficile da stabilire: secondo Kenneth Quinn, Epirota avrebbe organizzato dei seminari piuttosto informali, vista l'età del suo pubblico preferito); inoltre, mentre i grammatici fino a quel momento insegnavano soprattutto gli autori antichi come Ennio o Livio Andronico e i comici latini adattati per le scuole, verso il 26 a.C. Epirota introdusse l'insegnamento di autori contemporanei come «Virgilio e gli altri nuovi poeti» (l'espressione "nuovi poeti" designa verosimilmente Orazio, Properzio e Tibullo, poiché Publio Valerio Catone aveva già introdotto nel suo insegnamento le opere del contemporaneo Catullo). Estendendo tale pratica Epirota fece sì che l'opera di un poeta contemporaneo potesse essere promossa dall'autorità dei critici.
Epirota aveva senza dubbio conosciuto personalmente Virgilio, essendo stato membro degli stessi circoli letterari e aristocratici, ma la sua decisione di insegnare la sua opera ebbe delle conseguenze molto importanti se si considera il ruolo centrale che l'opera di Virgilio assunse in conseguenza dell'insegnamento nelle scuole.